# BBC廣播一台
BBC Radio 1是英国广播公司运营的国家级电台，开播于1967年，为抗衡1960年代广受欢迎的英国地下电台而设，以15至29歲的青少年群体為收听对象，全天24小时播放迎合年轻人口味的音乐和娱乐节目。2020年推出衍生数码电台BBC Radio 1 Dance（舞曲频率）、BBC Radio 1 relax（轻松频率）。